# Eastwood (Louisiana)
Eastwood ist eine Siedlung auf gemeindefreiem Gebiet im Bossier Parish im US-amerikanischen Bundesstaat Louisiana. Zu statistischen Zwecken ist der Ort zu einem Census-designated place (CDP) zusammengefasst worden. Das U.S. Census Bureau hat bei der Volkszählung 2020 eine Einwohnerzahl von 4.390 ermittelt.
Eastwood ist Bestandteil der Metropolregion Shreveport-Bossier City am Red River.

## Geografie
Eastwood liegt im Nordwesten Louisianas, 12 km östlich des Red River und unweit der Grenzen zu Arkansas im Norden und Texas im Westen. Die geografischen Koordinaten von Eastwood sind 32°33′23″ nördlicher Breite und 93°34′02″ westlicher Länge. Der Ort erstreckt sich über eine Fläche von 16,3 km².
Etwa 5 km östlich befindet sich mit der Louisiana Army Ammunition Plant eine ehemalige Munitionsfabrik der US-Army, deren Gelände heute zum Teil von der Nationalgarde Louisianas genutzt wird.
Benachbarte Orte von Eastwood sind Princeton (7,9 km nordöstlich), Haughton (an der südöstlichen Ortsgrenze), Red Chute (an der westlichen Ortsgrenze) und das Zentrum von Bossier City (19,8 km westsüdwestlich).
Das Stadtzentrum von Shreveport liegt 22,5 km westsüdwestlich. Die nächstgelegenen weiteren Großstädte sind Louisianas Hauptstadt Baton Rouge (384 km südöstlich), Louisianas größte Stadt New Orleans (505 km in der gleichen Richtung), Lafayette (342 km südsüdöstlich), Beaumont in Texas (337 km südsüdwestlich), Texas’ größte Stadt Houston (405 km südwestlich), Dallas in Texas (320 km westlich), Arkansas’ Hauptstadt Little Rock (325 km nordöstlich) und Mississippis Hauptstadt Jackson (331 km östlich).

## Verkehr
Entlang der südlichen Ortsgrenze von Eastwood verläuft in West-Ost-Richtung die Interstate 20, die die kürzeste Verbindung von Dallas nach Jackson bildet. Durch das Zentrum des Ortes verläuft parallel zur I 20 als Hauptstraße der U.S. Highway 80. Alle weiteren Straßen sind untergeordnete Landstraßen, teils unbefestigte Fahrwege sowie innerörtliche Verbindungsstraßen.
Wenige hundert Meter südlich des Ortsrandes verläuft West-Ost-Richtung eine Eisenbahnstrecke der Kansas City Southern, eine weitere bildet den nordwestlichen Rand des Ortes.
Die nächsten Flughäfen sind der Shreveport Regional Airport (31,3 km westsüdwestlich) und der größere Dallas/Fort Worth International Airport (354 km in westlich).

## Bevölkerung
Nach der Volkszählung im Jahr 2010 lebten in Eastwood 4093 Menschen in 1499 Haushalten. Die Bevölkerungsdichte betrug 251,1 Einwohner pro Quadratkilometer. In den 1499 Haushalten lebten statistisch je 2,73 Personen.
Ethnisch betrachtet setzte sich die Bevölkerung zusammen aus 90,2 Prozent Weißen, 6,0 Prozent Afroamerikanern, 0,5 Prozent amerikanischen Ureinwohnern, 0,5 Prozent Asiaten sowie 1,1 Prozent aus anderen ethnischen Gruppen; 1,6 Prozent stammten von zwei oder mehr Ethnien ab. Unabhängig von der ethnischen Zugehörigkeit waren 4,2 Prozent der Bevölkerung spanischer oder lateinamerikanischer Abstammung.
28,0 Prozent der Bevölkerung waren unter 18 Jahre alt, 59,3 Prozent waren zwischen 18 und 64 und 12,7 Prozent waren 65 Jahre oder älter. 50,8 Prozent der Bevölkerung war weiblich.

Das mittlere jährliche Einkommen eines Haushalts lag bei 78.370 USD. Das Pro-Kopf-Einkommen betrug 25.040 USD. 4,7 Prozent der Einwohner lebten unterhalb der Armutsgrenze.